# Хаконе (вулкан)
35°13′48″ пн. ш. 139°01′26″ сх. д. / 35.23° пн. ш. 139.02388888889° сх. д.
Хако́не (яп. 箱根山, Хаконе яма) — комплекс вулканів у центрі острова Хонсю. У двох стародавніх кальдерах, що перекриваються, велика з яких має розмір близько 10×11 км, розташовано 6 вершин молодших вулканів, деякі з яких куряться досі. У центрі кальдери знаходиться гірське озеро Асі.
Район Хаконе входить до складу Національного парку Фудзі-Хаконе-Ідзу . Від нього до Токіо 80 км і відвідує його щорічно 20 млн туристів. У наші дні кількість туристів йде на спад. У 2002 році Хаконе відвідали лише 19,3 млн туристів, а найбільше було в 1995 році — 21,2 млн туристів.